# دافيدي برتولوتشي
دافيدي برتولوتشي (بالإيطالية: Davide Bertolucci) (29 سبتمبر 1988 في إيطاليا - ) هو لاعب كرة قدم إيطالي في مركزي الدفاع والظهير. لعب مع نادي تارانتو 1927 ونادي فينيزيا وهيلاس فيرونا ونادي فياريجو وItaly national football C team ‏ وASD Sangiovannese 1927 ‏ وأوليمبيا كوليجيانا.

## وصلات خارجية
- دافيدي برتولوتشي على موقع قاعدة بيانات كرة القدم.إي يو (الإنجليزية)
- دافيدي برتولوتشي على موقع Soccerway.com (الإنجليزية)